# 费佩德

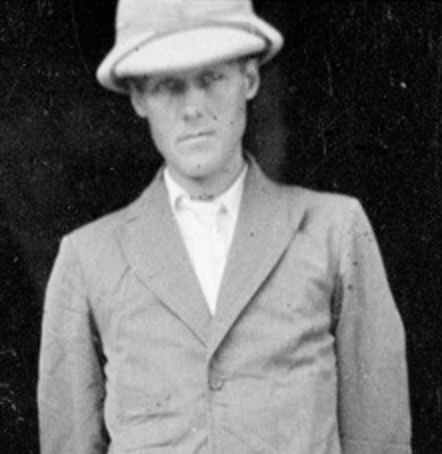
費佩德，攝於1917年四川省汶川縣綿虒鎭

费佩德（英語：Robert Ferris Fitch，1873年—1954年），之江大学第四任校长（1922年-1931年）。

## 生平
1873年，费佩德出生在中国上海，是美北长老会传教士费启鸿（George Field Fitch，1845年-1923年）之子，在苏州、宁波、杭州和上海长大，后来回美国接受教育，又回到中国，参与创建育英书院和之江大学。1922年，费佩德成为之江大学第四任校长，也是最后一任外籍校长。